# Uvdal kirke
Uvdal kirke ska ej förväxlas med den äldre Uvdals stavkyrka i samma socken.

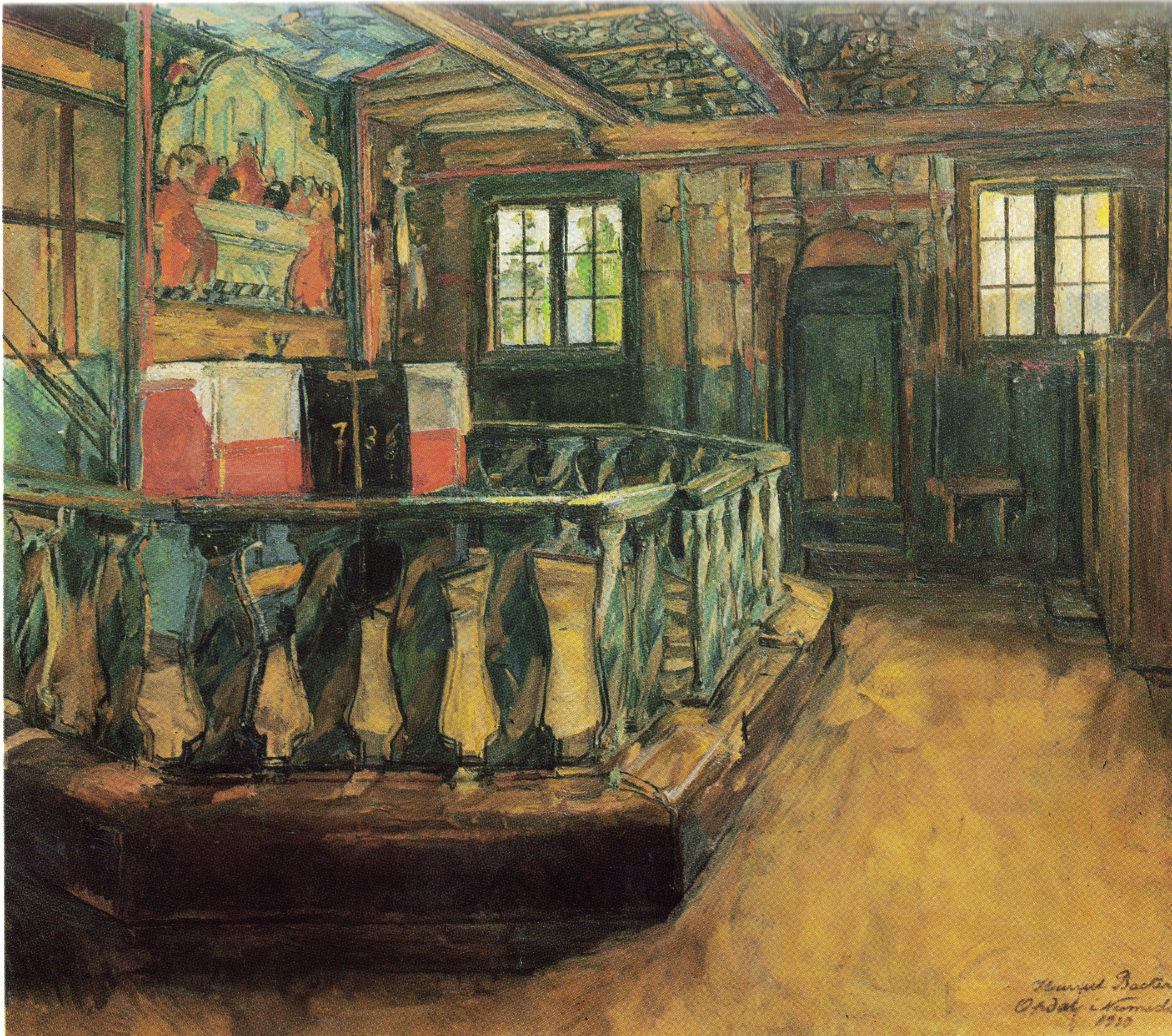
Alteret i Uvdal kirke av Harriet Backer, 1910

Uvdal kirke är en träkyrka från 1893 i Uvdal i Nore og Uvdals kommun i Norge. Den ersatte  som församlingskyrka Uvdals stavkyrka, som ligger en bit upp, på nordsidan, i dalen Uvdal. 
Uvdal kirke ritades av Henrik Bull. Den har ett stort, rektangulärt skepp, ett smalare kor och ett kraftigt torn på nordsidan, vilket delvis är byggt in i skeppet. Skeppet har ett höjt mittskepp och lägre sidoskepp. Koret har samma höjd som mittskeppet. 
Kyrkan är byggd efter gamla konstruktionsprinciper. Enklare detaljer har likheter med stavverk och exteriören liknar en stavkyrkas.
Taket är spånbelagt och tak och väggar är tjärade.